# Hara hachi bun me
Hara hachi bun me (腹八分目/はらはちぶんめ),  (ou hara hachi bu), é um ensino confucionista que instrui as pessoas a comerem apenas 80% do que comeriam e não até que estejam cheias. Não se trata de deixar 20% do alimento no prato, mas de sempre sair da mesa com um pouco de fome. Sair da mesa de estômago cheio, com a sensação de que não cabe mais nada é errado de acordo com a filosofia Hara hachi bu.